# Vittorio Veneto (couraçado)
O Vittorio Veneto foi um  couraçado operado pela Marinha Real e depois pela Marinha Militar Italiana e a segunda embarcação da Classe Littorio, depois do Littorio e seguido pelo Impero e Roma. Sua construção começou em outubro de 1934 no Cantieri Riuniti dell'Adriatico em Trieste e foi lançado ao mar em julho de 1937, sendo comissionado na frota italiana no final de abril de 1940, pouco depois do início da Segunda Guerra Mundial. Era armado com uma bateria principal composta por nove canhões de 381 milímetros montados em três torres de artilharia triplas, possuía deslocamento carregado de 45 mil toneladas e conseguia alcançar uma velocidade máxima de trinta nós.
O Vittorio Veneto teve uma carreira ativa na guerra. Ele foi atacado por aeronaves britânicas no início de novembro de 1940 na Batalha de Tarento, porém não foi danificado. No final do mesmo mês ele esteve presente na Batalha do Cabo Spartivento, quando atacou diversos cruzadores britânicos, sendo suficiente para forçar seus recuos. Depois disso foi alvo de diversos ataques aéreos em diferentes cidades, escapando de todos ileso. Em março de 1941 foi enviado para interceptar um comboio Aliados perto da Grécia o que resultou na Batalha do Cabo Matapão, quando atacou novamente cruzadores britânicos, porém foi torpedeado por um bombardeiro Bristol Blenheim e forçado a recuar.
Outras tentativas de interceptar comboios britânicos ocorreram entre o final 1941 e início de 1942, com o Vittorio Veneto estando muitas vezes na companhia de seu irmão Littorio. O navio acabou torpedeado pelo submarino HMS Urge em uma dessas ações, porém os danos não foram muitos sérios. Ele pouco fez pelo restante de 1942 e primeira metade de 1943 devido a uma grande escassez de combustível na Marinha Real. A frota italiana se rendeu aos Aliados em setembro depois da queda do governo de Benito Mussolini e o Vittorio Veneto passou os três anos seguintes internado no Egito sob controle britânico. Foi entregue ao Reino Unido como prêmio de guerra depois do fim do conflito e desmontado.

## Características

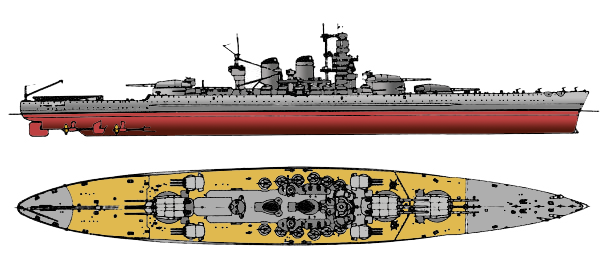
Desenho da Classe Littorio

O Vittorio Veneto tinha 237,76 metros de comprimento de fora a fora, boca de 32,82 metros e calado de 9,6 metros. Possuía um deslocamento projetado de 40 724 toneladas, uma violação da restrição de 36 mil toneladas imposta pelo Tratado Naval de Washington de 1922; esse valor podia chegar a 45 236 toneladas quando carregado com suprimentos de combate. Seu sistema de propulsão era composto por oito caldeiras Yarrow alimentadas por óleo combustível que impulsionavam quatro conjuntos de turbinas a vapor Belluzo, que chegavam a produzir um total de 128 mil cavalos-vapor (94,1 mil quilowatts) de potência. O Vittorio Veneto alcançava uma velocidade máxima de trinta nós (56 quilômetros por hora) e tinha uma autonomia de 3,92 mil milhas náuticas (7,26 mil quilômetros) a uma velocidade de vinte nós (37 quilômetros por hora). Sua tripulação era composta por oitenta oficiais e 1 750 marinheiros. A embarcação também era equipada com uma catapulta na popa e três hidroaviões para ações de reconhecimento.
A bateria principal do Vittorio Veneto consistia em nove canhões Ansaldo Modello 1934 de 381 milímetros. Estes eram montados em três torres de artilharia triplas, duas na proa e uma na popa, com aquelas na proa arranjadas de forma que a segunda torre ficasse sobreposta à primeira. Seus armamentos secundários tinham doze canhões Ansaldo Modello 1934/35 de 152 milímetros em quatro torres triplas localizadas à meia-nau, suplementadas por quatro canhões Ansaldo Modello 1891/92 de 120 milímetros em torres simples; estas eram armas antigas usadas principalmente para disparar projéteis iluminadores. A bateria antiaérea era formada por doze canhões Ansaldo Modello 1938 de 90 milímetros, vinte canhões Breda de 37 milímetros e 24 canhões Breda Modello 35 de 20 milímetros. O cinturão de blindagem tinha 280 milímetros de espessura e era complementado por uma segunda camada de aço de setenta milímetros. O convés era protegido por uma blindagem de 162 milímetros na área central, reduzindo-se para 45 milímetros sobre partes menos vitais. As torres de artilharia principais tinham blindagem que ia desde 150 até 380 milímetros de espessura, enquanto as barbetas eram blindadas com 350 milímetros. A torres de artilharia secundárias eram protegidas por 280 milímetros e, por fim, a torre de comando possuía proteção de 255 milímetros de espessura.

## História

### Construção

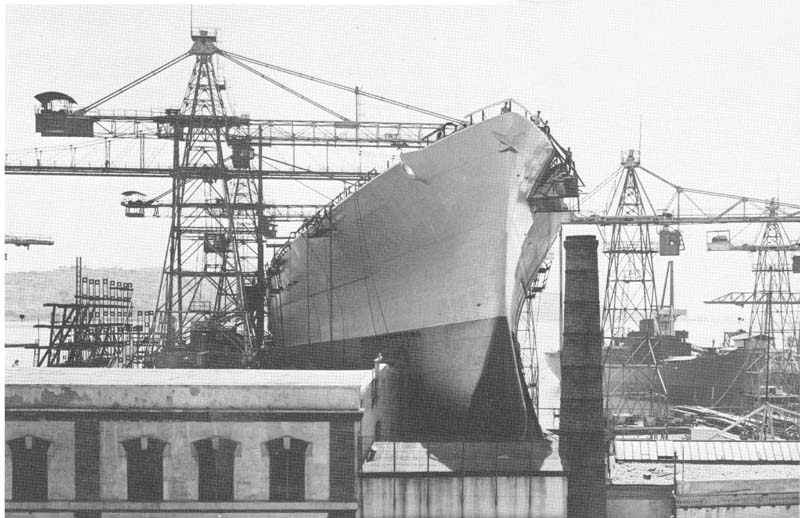
O Vittorio Veneto antes de seu lançamento

O Vittorio Veneto foi encomendado como parte do programa de construção naval de 1934 e foi construído pelo Cantieri Riuniti dell'Adriatico em Trieste. Seu batimento de quilha ocorreu no dia 28 de outubro de 1934, no mesmo dia que seu irmão Littorio. Foi nomeado em homenagem à Batalha de Vittorio Veneto, um confronto travado e vencido pela Itália contra a Áustria-Hungria em 1918 durante os últimos meses da Primeira Guerra Mundial. Seu lançamento foi em 25 de julho de 1937 e os trabalhos de equipagem foram finalizados em outubro de 1939. Este processo foi adiado repetidas vezes por causa de mudanças de projeto e escassez de placas de blindagem. O Vittorio Veneto foi para Veneza em 4 de outubro para que o fundo de seu casco fosse limpo das incrustações que tinham se acumulado durante o longo período de equipagem, pois o Arsenal de Veneza tinha a única doca seca longa o bastante na Itália para acomodar um navio do tamanho dos couraçados da Classe Littorio.
Os trabalhos de limpeza foram finalizados alguns dias depois e a doca seca foi inundada em 17 de outubro a fim de realizarem testes de estabilidade. O couraçado foi para Trieste em 19 de outubro e seus testes marítimos começaram quatro dias depois. Estes duraram até meados de março de 1940, depois do qual alguns trabalhos adicionais de equipagem foram completados. O Vittorio Veneto foi entregue à Marinha Real Italiana em 28 de abril, porém ainda não estava totalmente finalizado. Foi enviado para La Spezia em 1º de maio para seus toques finais, escoltado pelos contratorpedeiros Leone Pancaldo e Emanuele Pessagno. Foi carregado com projéteis de sua bateria principal em 6 de maio, com os trabalhos de carregamento de todas as suas munições ocorrendo até o dia 20. No mesmo dia foi para Tarento escoltado pelos contratorpedeiros Ascari e Carabiniere, onde juntou-se à 9ª Divisão da frota italiana. A Itália entrou na Segunda Guerra Mundial no mês seguinte, porém o Vittorio Veneto e o Littorio só foram declarados completamente operacionais em 2 de agosto.

### Segunda Guerra

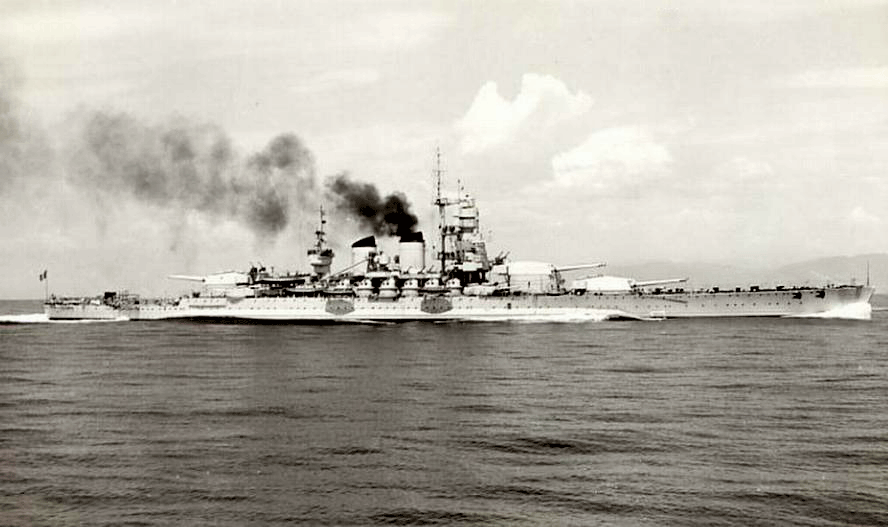
O Vittorio Veneto no Mediterrâneo

O Vittorio Veneto fez uma surtida entre 31 de agosto e 2 de setembro de 1940 junto com uma força frota italiana que era composta por cinco couraçados, dez cruzadores e 34 contratorpedeiros. Seu objetivo era interceptar forças navais britânicas e um comboio, ambos seguindo em direção da ilha de Malta, porém nenhum contato visual foi estabelecido com ambas as frotas devido a um trabalho ruim de reconhecimento, assim não houve confronto. O reconhecimento aéreo britânico tinha detectado a frota italiana se aproximando e eles conseguiram escapar. A força saiu novamente em 6 de setembro para atacar uma força que supostamente estava deixando Gibraltar, porém os britânicos navegaram para o Oceano Atlântico. Uma ação semelhante ocorreu entre 29 de setembro e 1º de outubro com o objetivo de atacar comboios transportando tropas para Malta; a força italiana era formada por cinco couraçados, onze cruzadores e 23 contratorpedeiros, porém também não houve confronto. Nesta operação, a Força Aérea Real Italiana foi capaz de localizar o comboio, porém os britânicos conseguiram fugir da frota italiana.
A Frota do Mediterrâneo da Marinha Real Britânica lançou um grande ataque aéreo contra o porto de Tarento na noite do dia 11 para o 12 de novembro. Vinte e dois aviões torpedeiros Fairey Swordfish lançados do porta-aviões HMS Illustrious atacaram a frota italiana em duas ondas. A base de Tarento era defendida por 21 canhões antiaéreos de noventa milímetros e por mais alguns canhões menores de 37 e vinte milímetros, junto com 27 balões barragem. Os italianos não tinham radares e assim foram pegos de surpresa pela chegada dos Swordfish. Os couraçados também não tinham redes anti-torpedos suficientes. A primeira onda chegou às 20h35hmin, seguida pela segunda aproximadamente uma hora depois. O Vittorio Veneto não foi danificado no ataque, porém outros três couraçados foram, dois dos quais seriamente. O couraçado liderou a frota italiana para Nápoles no dia seguinte do ataque; foi nesse local que ele assumiu a posição de capitânia da frota, sob o comando do almirante de esquadra Inigo Campioni.

#### Cabo Spartivento
O Vittorio Veneto e o Giulio Cesare, os únicos couraçados italianos operacionais, participaram em 17 de novembro de uma tentativa de interceptar mais um comboio britânico para Malta, porém não fizeram contato com o inimigo. Outra tentativa ocorreu em 26 de novembro, desta vez resultando em um confronto que ficou conhecido como a Batalha do Cabo Spartivento. A força italiana era composta pelo Vittorio Veneto, Giulio Cesare, seis cruzadores e catorze contratorpedeiros, enquanto a escolta britânica tinha o porta-aviões HMS Ark Royal, o couraçado HMS Ramillies e o cruzador de batalha HMS Renown. O reconhecimento aéreo italiano detectou as escoltas, porém exagerou suas forças e Campioni decidiu recuar do confronto pouco depois de seu início, pois estava sob ordens de não arriscar seus únicos couraçados contra forças iguais ou mais fortes. O Vittorio Veneto disparou dezenove projéteis em sete salvos contra vários cruzadores britânicos a uma distância de 27 quilômetros, com isto tendo sido o suficiente para que os inimigos recuassem; esses disparos danificaram levemente o cruzador rápido HMS Manchester. O Ark Royal chegou a disparar torpedos contra o Vittorio Veneto, porém nenhum acertou.
Repetidos ataque aéreos britânicos contra o porto de Nápoles fez com que o alto comando italiano transferisse, em 14 de dezembro, o Vittorio Veneto e o resto dos grandes navios da frota para a Sardenha. Todavia, eles retornaram para Nápoles apenas seis dias depois quando o alto comando concluiu que, com a frota na Sardenha, os britânicos poderiam enviar comboios de Alexandria para Malta com maior facilidade. Os britânicos lançaram um nova ataque aéreo contra a frota estacionada em Nápoles na noite do dia 8 para o 9 de janeiro de 1941; os bombardeiros Vickers Wellington não conseguiram acertar o Vittorio Veneto, porém o Giulio Cesare foi levemente danificado em alguns quase acertos. Ambos foram para La Spezia no dia seguinte, com o primeiro proporcionando cobertura para o segundo. O Vittorio Veneto assim ficou como o único couraçado operacional na frota. O Giulio Cesare e o couraçado Andrea Doria retornaram para o serviço em fevereiro. Os três couraçados, mais oito contratorpedeiros, tentaram interceptar a Força H em 8 de fevereiro, que estava seguindo para bombardear Gênova. As duas forças não encontraram a outra e os italianos retornaram para La Spezia.

#### Cabo Matapão

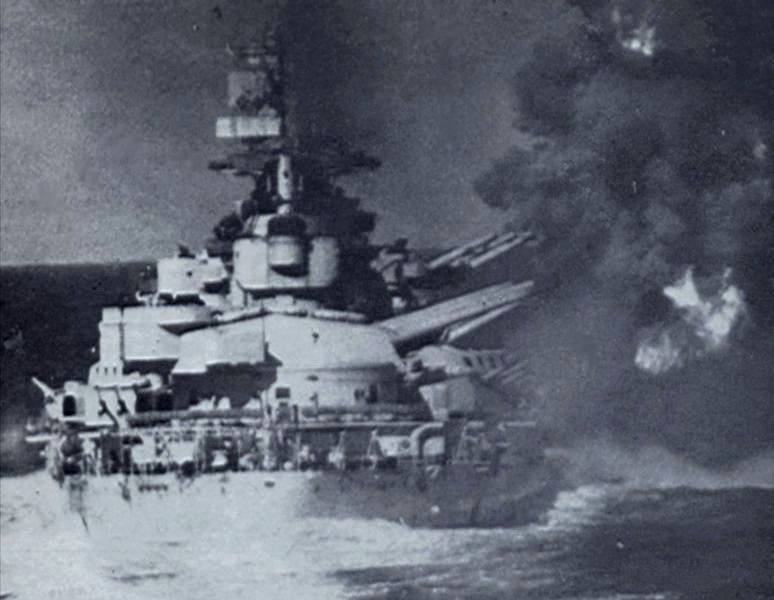
O Vittorio Veneto atacando cruzadores britânicos na Batalha do Cabo Matapão

A embarcação retornou para Nápoles em 22 de março e quatro dias depois liderou, na companhia de oito cruzadores e nove contratorpedeiros, uma tentativa de ataque contra um comboio britânico perto da Grécia. A frota teve o apoio da Força Aérea Real e do 10º Corpo Aéreo da Luftwaffe. Este operação resultou na Batalha do Cabo Matapão; o confronto começou quando a 3ª Divisão italiana, formada pelos dois cruzadores pesados da Classe Trento e pelo Bolzano sob o comando do almirante de divisão Luigi Sansonetti, encontrou a 15ª Esquadra de Cruzadores britânica. O almirante de esquadra Angelo Iachino, comandante da frota italiana, tentou manobrar o Vittorio Veneto ao leste dos cruzadores britânicos enquanto estes estavam distraídos pela força de Sansonetti, porém o cruzador rápido HMS Orion avistou o couraçado antes que ele pudesse se posicionar adequadamente. O Vittorio Veneto abriu fogo, porém logo ficou fora de alcance, tendo causado danos leves contra o Orion, que fugiu para o sul em direção da força principal britânica. Falhas de ignição na torre de artilharia dianteira do Vittorio Veneto forçaram uma pausa temporária em seus disparos, porém os artilheiros italianos logo retornaram para a ação e prosseguiram com o ataque contra os cruzadores britânicos. Visibilidade ruim e cortinas de fumaça prejudicaram a precisão do couraçado e ele não acertou seus alvos, mas teve vários quase acertos nos cruzadores. No decorrer da primeira fase da batalha, ele disparou 92 projéteis de sua bateria principal.

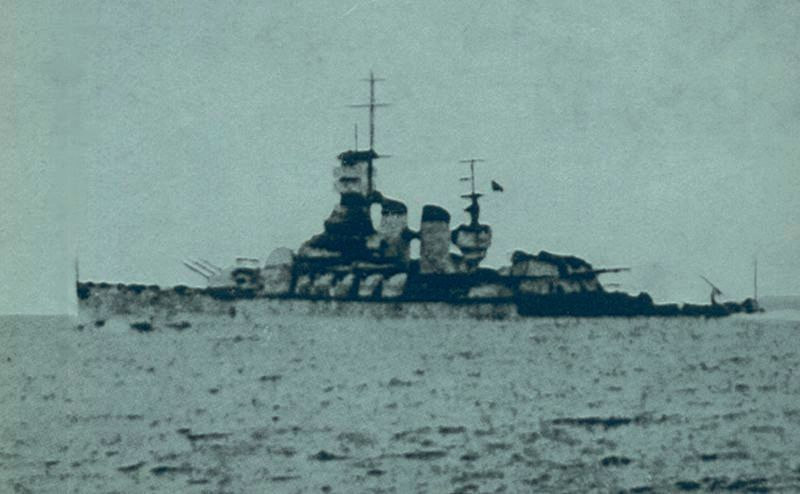
O Vittorio Veneto recuando do Cabo Matapão depois de ter sido torpedeado

Torpedeiros do porta-aviões HMS Formidable chegaram no local nesse momento, com seu ataque forçando o Vittorio Veneto a parar de atacar os cruzadores e iniciar manobras evasivas. Ele conseguiu desviar de torpedos, porém esse ataque convenceu Iachino que a Frota do Mediterrâneo estava na área, o que o fez interromper a operação e retornar para o porto. Os britânicos continuaram a lançar ataques aéreos contra a frota italiana em uma tentativa de retardar o couraçado, chegando a enviar bombardeiros Bristol Blenheim de bases na Grécia e em Creta. O Formidable lançou um segundo ataque no meio da tarde, com um Fairey Swordfish acertando o Vittorio Veneto a bombordo na popa às 15h10min. Os artilheiros italianos conseguiram abater a aeronave depois dela ter lançado seu torpedo. O acerto destruiu a hélice de bombordo, danificou seu eixo, travou o leme de bombordo e desabilitou as bombas da popa. Isto causou grandes inundações e por volta de quatro mil toneladas de água entraram no navio, o que lhe deu um adernamento de quatro a 4,5 graus para bombordo e o forçou a parar por dez minutos. Um outro Blenheim jogou uma bomba no Vittorio Veneto enquanto ele estava parado, caindo perto da popa; a explosão causou danos menores.
As equipes de controle de danos tiveram grande dificuldade em controlar e reduzir as inundações, pois podiam contar apenas com bombas manuais. Alguns espaços vazios na proa a estibordo foram contra-inundados para corrigir o adernamento. Enquanto isso, a equipe da sala de máquinas conseguiu reiniciar as hélices de estibordo e a direção pode ser realizada com um equipamento de reserva. O Vittorio Veneto lentamente conseguiu aumentar sua velocidade até vinte nós (37 quilômetros por hora), usando apenas suas hélices de estibordo. O Formidable lançou mais um ataque aéreo enquanto os italianos estavam recuando, com nove Swordfish tentando retardar o Vittorio Veneto. Eles acabaram acertando o cruzador Pola, deixando-o inoperante no meio do mar. O couraçado conseguiu retornar para o porto, enquanto dois cruzadores e vários contratorpedeiros foram destacados para proteger o Pola; todos estes foram afundados em uma ação noturna a curta-distância pelos couraçados HMS Valiant, HMS Warspite e HMS Barham. O Vittorio Veneto conseguiu chegar em Tarento em 29 de março e seus reparos ocorreram até julho. A embarcação só voltou a ficar totalmente operacional em agosto.

#### Outras ações

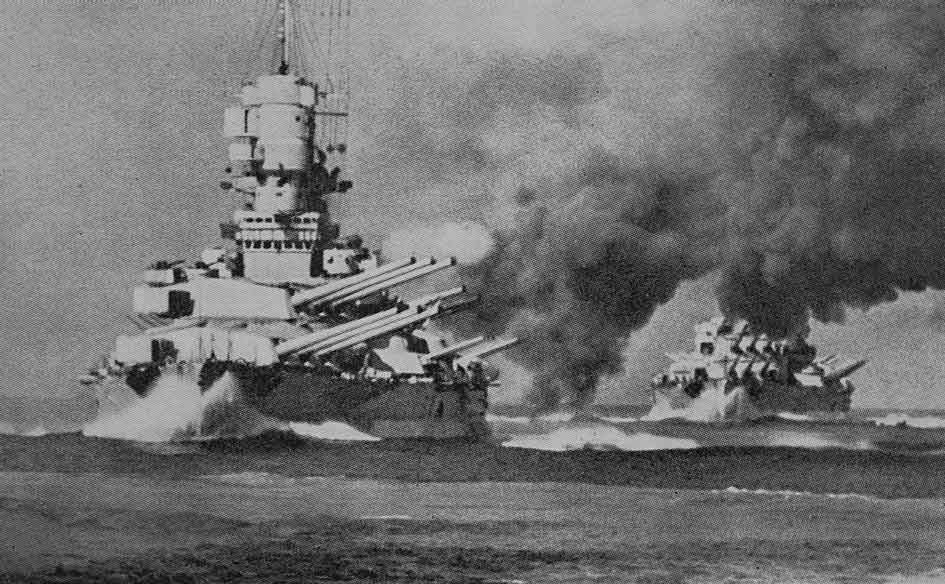
O Littorio e o Vittorio Veneto no Mar Mediterrâneo durante a guerra

O Vittorio Veneto e o Littorio participaram de uma incursão para interceptar forças britânicas entre os dias 22 e 25 de agosto, mas sem sucesso. Os britânicos tinham a intenção de colocar minas navais em Livorno e depois lançar um ataque aéreo contra o norte da Sardenha, porém agentes italianos na Espanha avisaram a Marinha Real Italiana da partida dos britânicos de Gibraltar. Entretanto, os italianos se posicionaram muito ao sul e o reconhecimento aéreo não conseguiu localizar o inimigo. Um mês depois, o couraçado liderou um ataque contra um comboio Aliado em 27 de setembro de 1941 na companhia do Littorio, cinco cruzadores e catorze contratorpedeiros. O plano britânico era atrair os italianos e atacá-los com uma escolta formada pelos couraçados HMS Rodney, HMS Nelson e HMS Prince of Wales. Esta ação também não teve confronto, pois nenhum dos lados localizou o outro, porém torpedeiros italianos conseguiram acertar o Nelson. Iachino cancelou a operação às 14h00min e ordenou a volta para o porto.
Ele participou de outra operação em 13 de dezembro para escoltar um comboio para o Norte da África, porém a tentativa foi cancelada depois de um ardil britânico ter convencido os italianos que toda a frota inimiga estava na área. O Vittorio Veneto, no dia seguinte, foi torpedeado pelo submarino britânico HMS Urge, no Estreito de Messina. O Urge tinha disparado três torpedos, porém apenas uma acertou a bombordo. O torpedo abriu um buraco de treze metros de comprimento e fez com que duas mil toneladas de água entrassem, porém o sistema anti-torpedo conteve a explosão. O Vittorio Veneto ficou com um adernamento de 3,5 graus a bombordo e afundou pela popa 2,2 metros. Contra-inundação em um compartimento a estibordo à frente da torre de artilharia dianteira reduziu o adernamento em um grau, com o navio conseguindo retornar para o porto por conta própria. Voltou para Tarento para reparos, que foram terminados no início de 1942.
Os italianos, em 14 de junho, lançaram uma ação para interceptar um novo comboio que saiu de Alexandria para Malta. O Vittorio Veneto, Littorio, quatro cruzadores e doze contratorpedeiros foram despachados. Os britânicos rapidamente localizaram a frota italiana e lançaram vários ataques aéreos noturnos com bombardeiros Wellington e Bristol Beaufort em uma tentativa de impedi-los de alcançarem o comboio; as aeronaves não conseguiram acertar os couraçados, porém desabilitaram o cruzador Trento, que foi rapidamente afundado por um submarino britânico. Pela manhã houve um novo ataque aéreo, desta vez por alguns Consolidated B-24 Liberator da Corpo Aéreo do Exército dos Estados Unidos. O Littorio foi atingido uma vez e houve vários quase acertos perto dele e do Vittorio Veneto, porém nenhum foi seriamente danificado. Outro ataque britânico com os Beaufort ocorreu pouco depois, porém caças italianos e alemães chegaram e abateram dois bombardeiros e danificaram outros cinco. Iachino concluiu durante a tarde que não conseguiria alcançar o comboio antes do cair da noite, assim cancelou a ação; entretanto, a ameaça dos couraçados italianos tinha conseguido frustrar a operação britânica, com o comboio tendo voltado para Alexandria sem chegar em Malta. Mais um ataque aéreo britânico na volta conseguiu acertar um torpedo no Littorio.

### Fim de carreira

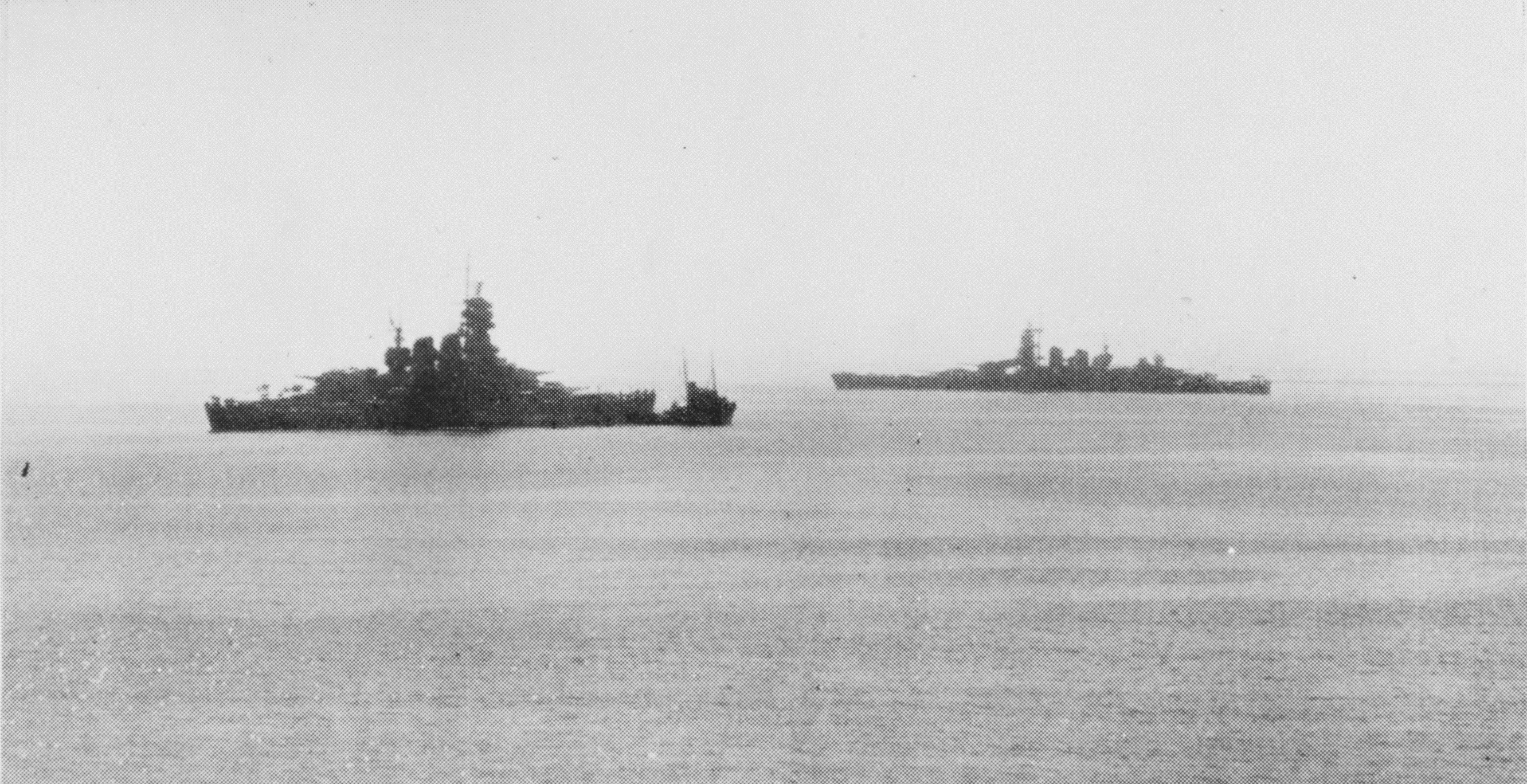
O Italia e o Vittorio Veneto em Malta pouco depois da rendição formal italiana

Os três membros da Classe Littorio foram transferidos para Nápoles no dia 12 de novembro em resposta a invasão Aliada do Norte da África; os três couraçados foram atacados no caminho pelo submarino britânico HMS Umbra, porém nenhum torpedo acertou o alvo. Um ataque aéreo em 4 de dezembro fez com que os italianos recuassem para La Spezia, onde permaneceram pelos primeiros seis meses de 1943 devido a uma escassez de combustível. O Vittorio Veneto foi seriamente danificado em 5 de junho por um ataque aéreo norte-americano, tendo sido atingido por duas bombas na proa, mas apenas uma detonou. Esta bomba atravessou o navio e explodiu embaixo do casco, causando danos estruturais. Os danos o forçaram a ir para Gênova para reparos, pois a doca seca de La Spezia também tinha sido danificada no ataque. A Itália assinou um armistício com os Aliados em 3 de setembro, encerrando sua participação na guerra. A frota partiu seis dias depois para se render, com a previsão de que fosse internada pelo restante do conflito. Entretanto, bombardeiros alemães Dornier Do 217 atacaram a frota; o Vittorio Veneto não foi atingido, porém o Littorio, então renomeado para Italia, foi danificado, enquanto seu irmão Roma foi afundado.
Os couraçados restantes, junto com boa parte do restante da frota italiana, ficaram primeiro em Malta, depois foram transferidos para Alexandria e por fim, em 14 de setembro, foram deixados no Grande Lago Amargo no Canal de Suez, onde permaneceram até o final da guerra. O navio recebeu permissão para voltar para a Itália em 6 de outubro de 1946; ele navegou primeiro primeiro para Augusta na Sicília e depois foi para La Spezia em 14 de outubro. O tratado de paz com os italianos foi assinado em 10 de fevereiro de 1947 e o Vittorio Veneto foi entregue ao Reino Unido como prêmio de guerra. Foi removido do registro naval em 1º de fevereiro de 1948 e depois desmontado.
O Vittorio Veneto participou ao todo de onze operações ofensivas na guerra. Doze de seus canhões antiaéreos de noventa milímetros foram tirados da embarcação e reusados pelo Exército Popular Iugoslavo como armamentos da bateria de artilharia costeira na ilha de Žirje. A bateria se rendeu sem resistência para a Guarda Nacional Croata em 14 de setembro de 1991, durante a Guerra de Independência da Croácia. Ela desempenhou um papel crucial na Batalha de Šibenik alguns dias depois, tendo impedido o avanço do exército iugoslavo e engarrafado no porto 34 barcos-patrulha da Marinha Iugoslava, um quarto de toda a frota, que depois foram tomados por forças croatas.